# Taram Siri
Taram Siri est un village du Cameroun situé dans la région de l'Adamaoua et le département de Mayo-Banyo. Il appartient à la commune de Banyo.

## Population et société

### Démographie
D'après le plan communal de développement de la commune de Banyo daté de août 2015,
Taram Siri compte 1655 habitants dont 850 hommes et 805 femmes.
La population des enfants se répartit de la façon suivante :
177 nourrissons (0 à 35 mois), 280 enfants (0 à 59 mois), 108 enfants (4 à 5 ans), 387 enfants (6 à 14 ans), 306 adolescents (12 à 19 ans), 574 jeunes (15 à 34 ans).

## Éducation
L'école publique de Taram Siri compte 205 élèves dont 125 filles et 80 garçons. Les enseignants sont au nombre d'un contractuel et deux maîtres parents et n'ont pas de salle de classe.

## Économie

### Élevage et industries animales
Il existe un centre zootechnique de contrôle et de santé vétérinaire.
Il existe un couloir de transhumance.
L'élevage de bovins est pratiqué au sein du village.